# Музито, Адольф
Адольф Музито (фр. Adolphe Muzito) — конголезский государственный деятель, Премьер-министр Демократической Республики Конго с 10 октября 2008 по 6 марта 2012 года, член Партии объединенных лумумбистов (фр. аббр. «ПАЛУ»; в некоторых источниках — Объединенная партия Лумумбы).

## Предыстория назначения
В 2007—2008 гг. занимал должность министра бюджета в правительстве политического долгожителя Антуана Гизенги — председателя ПАЛУ и Премьер-министра Демократической Республики Конго (ДРК, ранее Республика Заир). Премьерство А. Гизенги и министерское назначение А. Музито произошли в свете реализации «соглашения» ПАЛУ с политическим блоком Альянс президентского большинства (фр. аббр. «АМП»), включающим в себя пропрезидентскую Народную партию за реконструкцию и демократию (фр. аббр. «ППРД») и ряд других политических сил. По условиям политического соглашения Жозеф Кабила получал поддержку ПАЛУ на президентских выборах 2006 года в обмен на предоставление одному из лидеров лумумбистов кресла Премьер-министра. Главным противником Ж. Кабилы в электоральном процессе выступал ныне арестованный бельгийцами небезызвестный в центральной Африке и мире бизнесмен, лидер повстанцев, экс-вице-президент ДРК, лидер политического блока Освободительное движение Конго (фр. Mouvement pour la Liberation du Congo — MLC) Жан-Пьер Бемба.
После добровольной отставки А. Гизенги по состоянию здоровья 25 сентября 2008 года А. Музито был назначен его преемником. В соответствии с Указом Президента ДРК Жозефа Кабилы его вступление в должность состоялось 10 октября 2008 года. Собственное правительство из 53 членов (3 зам. премьер-министра, 36 министров и 14 зам. министров) сформировал 26 октября 2008 года. Несмотря на иную партийную принадлежность нового Премьера, действующее правительство, как и при А. Гизенге, было преимущественно сформировано из числа членов ППРД. Президент ДРК Ж. Кабила охарактеризовал «новую команду» как «штурмовой отряд, которому предписана основополагающая миссия: обеспечить успешную реализацию задач в сфере безопасности и реконструкции страны». Под задачами в сфере безопасности прежде всего понимаются восстановление государственной власти в восточных районах страны, контролируемых боевиками мятежного генерала Лорана Нкунды, и наведение порядка в провинции Нижнее Конго, находящейся под сильным влиянием сепаратистски настроенной политико-религиозной организации Бунду диа Конго («БДК»). БДК нередко пользуется поддержкой местного населения, проводит многочисленные акции неповиновения и сопротивления, осуществляет нападения на силы национальной полиции и внутренних войск, регулярно блокирует единственную транспортную артерию к океану — дорогу Киншаса-Матади, создает альтернативные государственным органы власти. Имели место факты захвата БДК ключевых портовых городов ДРК — Матади и Бома.

## Образование
А. Музито родился 12 февраля 1957 года в нас. пункте Гунгу (провинция Бандунду). Окончил начальную протестантскую школу в местечке Кобо, район Гунгу. В 1976 году окончил среднюю школу с литературным уклоном в г. Киквит. Позже получил экономическое образование в Киншасском государственном университете (фр. аббр. «УНИКИН»). Свободно владеет французским и английским языками, а также рядом африканских — лингала, киконго и др.

## Трудовая деятельность
В 1987—1988 гг. — начальник службы маркетинга Национального управления по снабжению и типографскому делу (фр. аббр. «РЕНАПИ»). В 1988—1991 гг. работал инспектором в Министерстве финансов и бюджета Республики Заир. В 1991—1992 гг. — советник по налогообложению Мэра г. Киншасы. В 1992—1994 гг. вновь работал в Министерстве финансов и бюджета, где на этот раз занимался аудитом фидуциарных операций. В 1998 году координировал работу министерской Комиссии по проведению фискальной реформы. В 2003—2006 гг. — депутат Национальной Ассамблеи (нижней палаты Парламента) переходного периода от «ПАЛУ». В 2003 году по парламентской линии был назначен управляющим гос. компании «Национальные цементные заводы» (фр. аббр. «СИНАТ») — крупнейшего национального производителя цемента, бетона и гипса (находится в должности вплоть до настоящего времени). В период работы министром бюджета (2007—2008 гг.) в правительстве А. Гизенги с именем А. Музито связаны многие достижения: обеспечение регулярных и своевременных выплат заработной платы госслужащим, установление стабильности обменного курса национальной валюты (конголезского франка), повышение должностных окладов народных избранников (депутатов и сенаторов) и др.

## Партийная деятельность
В рамках партийной деятельности А. Музито неизменно курирует любые вопросы, касающиеся государственного управления финансами и налогообложения. Состоит в числе членов Исполнительного комитета ПАЛУ, руководит работой столичного отделения Партии. Возглавлял партийную делегацию на многосторонних переговорах в рамках мирного процесса «Межконголезский диалог», который завершился 2 апреля 2003 года подписанием в г. Сан-Сити (ЮАР) представителями правительства ДРК, оппозиционных вооружённых группировок, политических партий и гражданского общества страны заключительного акта, открывшего путь к выполнению ранее достигнутых при посредничестве ООН, а также южноафриканского руководства принципиальных договоренностей о прекращении гражданской войны и восстановлении мира в ДРК.

## Семейное положение
Женат (супруга — Шанталь Музито Нгалула; фр. Chantal Muzito Ngalula). Отец шестерых детей.